# مقر البنك المركزي الأوروبي

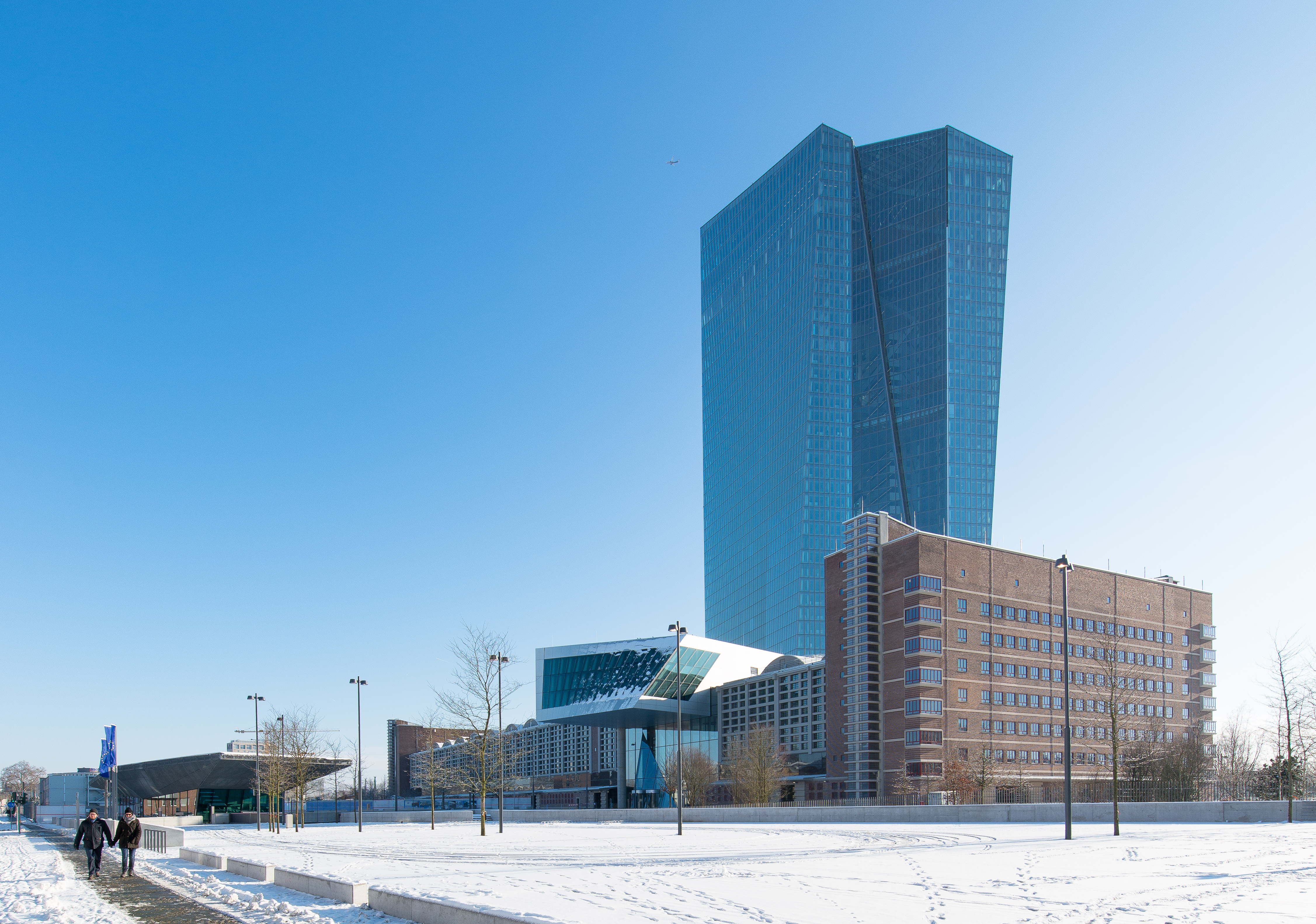
مقر البنك المركزي الأوروبي

مقر البنك المركزي الأوروبي هو برج في مدينة فرانكفورت الألمانية، وهو مقر البنك المركزي الأوروبي.

## وصف المشروع
- الموقع: في منطقة سوق الجملة في فرانكفورت (ألمانيا)، على مقربة من النهر الرئيسي.

تصميم المباني الجديدة يجب أن يشمل استخدام المبنى القديم والذي سيشكل جزءا لا يتجزأ من المشروع.
- هدف المسابقة
  - أولا، تحديد أفضل تصميم مقترح وأفضل مفهوم للتكنولوجية المبتكرة
  - الثاني، اختيار مخططين لإجراء التخطيط التفصيلي، ولتنفيذ المشروع.

### موقع المنافسة في السياق الحضري
مساحة الموقع: نحو 120,000 متر مربع. مساحة المبنى القائم (Großmarkthalle): حوالي 30,000 متر مربع. المبنى القائم بنيى في 1926/1928، صمم من قبل المهندس المعماري المعروف مارتن Elsaesser، يتألف من ثلاثة أجزاء: القاعة الرئيسية للسوق وجناحين مساحة 59 mx 15 م، وتسعة طوابق، 18000 متر مربع في المجموع. قاعة السوق: 220 مترا، 51 مترا وارتفاع 23.5 مترا، وتتجاوز حوالي 12,000 متر مربع.

## نوع من المنافسة
نظمت مسابقة المشروع على مرحلتين مع اختيار مسبق (preselection) للمشاركيين لتاهيلهم للمرحلة الأولى.
بناء على دعوة ترشيح تنشر في الجريدة الرسمية، المهندسين المعماريين يدعوا من خلال أعلان رغبتهم في المشاركة. البنك المركزي الأوروبي سوف يختار منهم 80 مرشحا، بالأضافة سيتم ترشيح 10 مهندسين معماريين إلى المرحلة الأولى من المسابقة.
ال 80 من المرشحين إلى المرحلة الأولى، يتم دعوتهم لتقديم الخطوط العريضة لمفهوم التصميم الأولي للتنمية الحضرية للموقع والتصميم المعماري للمباني الجديدة للبنك.
وبناء على ذلك، هيئة التحكيم (المؤلفة من خبراء سوف تختيار 12 مرشحا للقبول في المرحلة الثانية.
ال 12 المرشحين إلى المرحلة الثانية سوف يطلب منهم تقديم مزيد من التفاصيل عن مفهوم التصميم الجديد لمبنى البنك. وبعد ذلك ستقوم لجنة تحكيم بتقديم الجوائز لأفضل ثلاثة تصاميم.
البنك المركزي الأوروبي سيختار من بين المرشحين الحائزين على جوائز، المهندس المعماري الذي سوف يخطط أماكن العمل الجديدة للبنك.
اللغة الرسمية للمسابقة: الإنكليزية.

## الجدول الزمني
- في تشرين الثاني / نوفمبر 2002، أعلن عن بدء المنافسة
- يناير 2003. ترسل طلبات المشاركة
- المرحلة الأولى: 7 أبريل 2003 إلى 7 يوليو 2003
- المرحلة الثانية: في منتصف أيلول / سبتمبر 2003 وحتى منتصف كانون الأول / ديسمبر 2003.
- 12-13 شباط / فبراير 2004، لجنة التحكيم تختار ثلاثة تصاميم
- بدء أعمال البناء الرئيسية في خريف 2008
- الانتهاء من المبنى الجديد للبنك المركزي الأوروبي المقرر عقده في نهاية عام 2011.

## الجائزة الأولى
الجائزة الأولى فاز بها كوب هيملبلو (Himmelb(l)au) من فيينا، النمسا.
التصميم ينقل صورة قوية جذابة ومتطورة وسهلة القراءة. التصميم يعكس قيم البنك المركزي الأوروبي مثل الشفافية، الاتصال، والكفاءة والاستقرار. شفافية الأذين متعددة الأغراض، تعكس فكرة الاتصال.
الجزء الشاهق هو نحت مختلط يتكون من برجين متصليين بأذين (Atrium). عناصر البرجين الملتوية، توجهة الأذين نحو وسط مدينة فرانكفورت ونحو النهر الرئيسي. الشكل الملتوي يولد الدينامية المتغيرة الأفاق وفي الوقت نفسة يعبر عن شعور بالاستقرار. البناء ينشئ هوية قوية وفريدة من نوعها في سماء فرانكفورت. على الرغم من تعقيدة النسبي ولكن تصميمة واضح على جميع المستويات.

## معرض صور

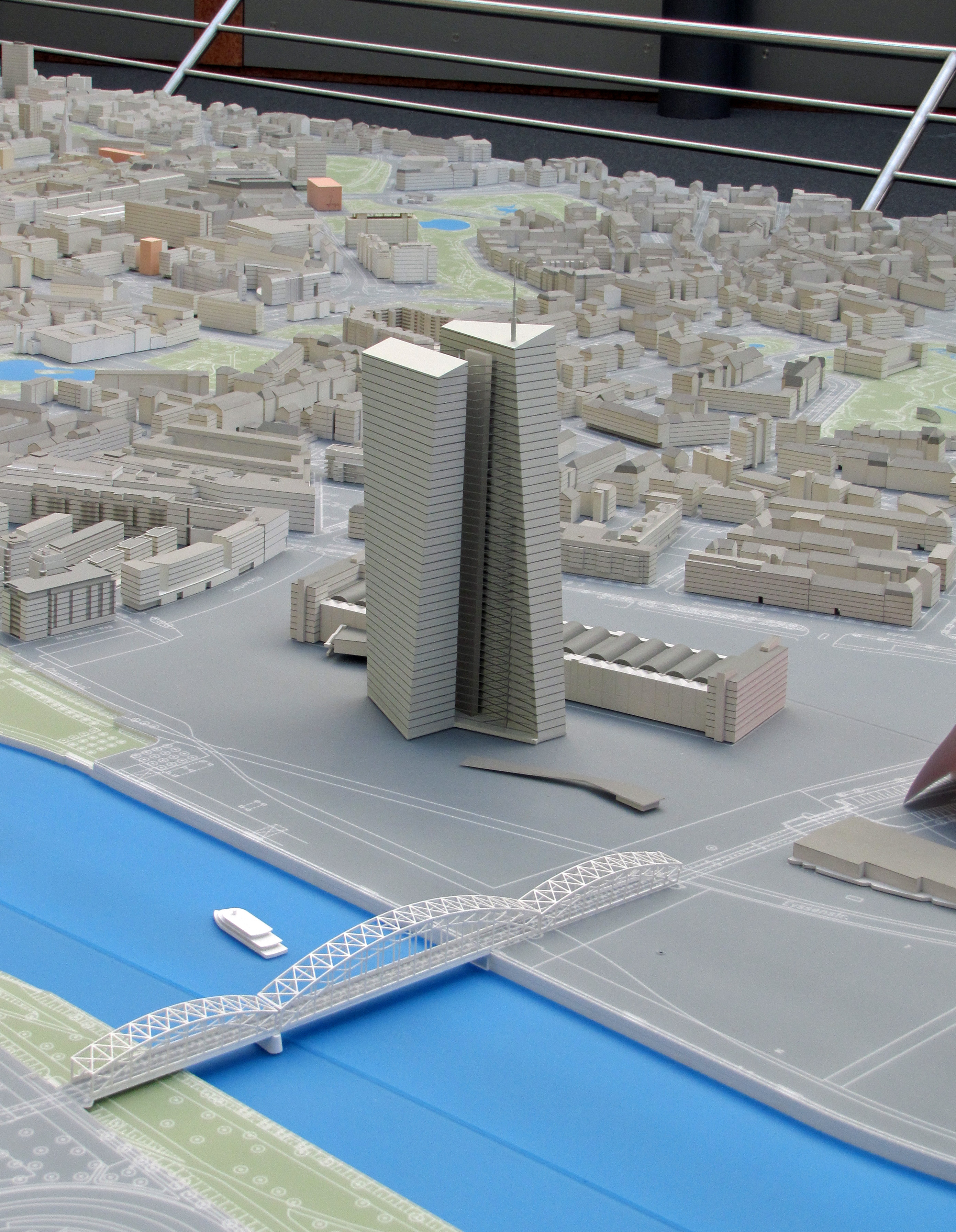
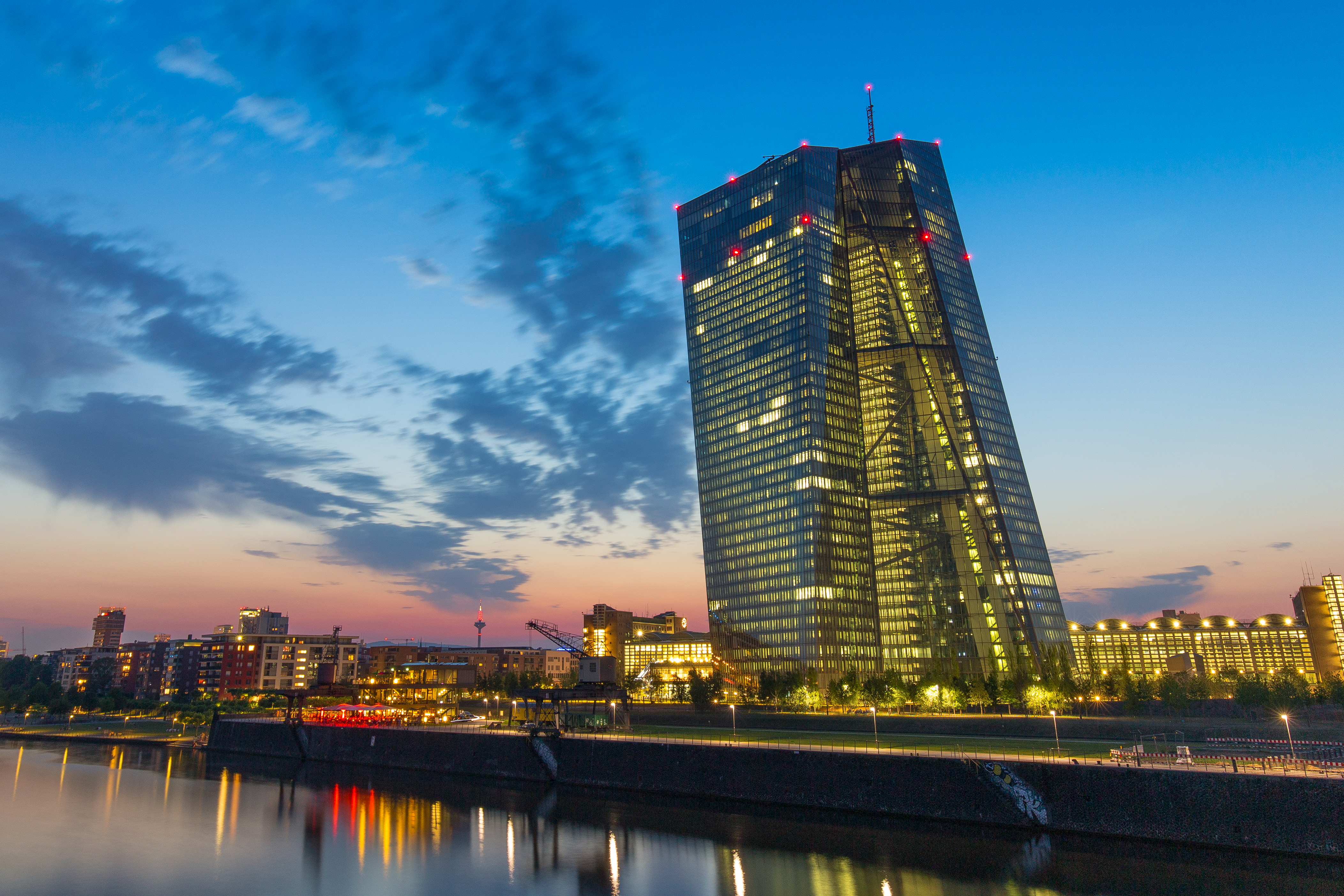
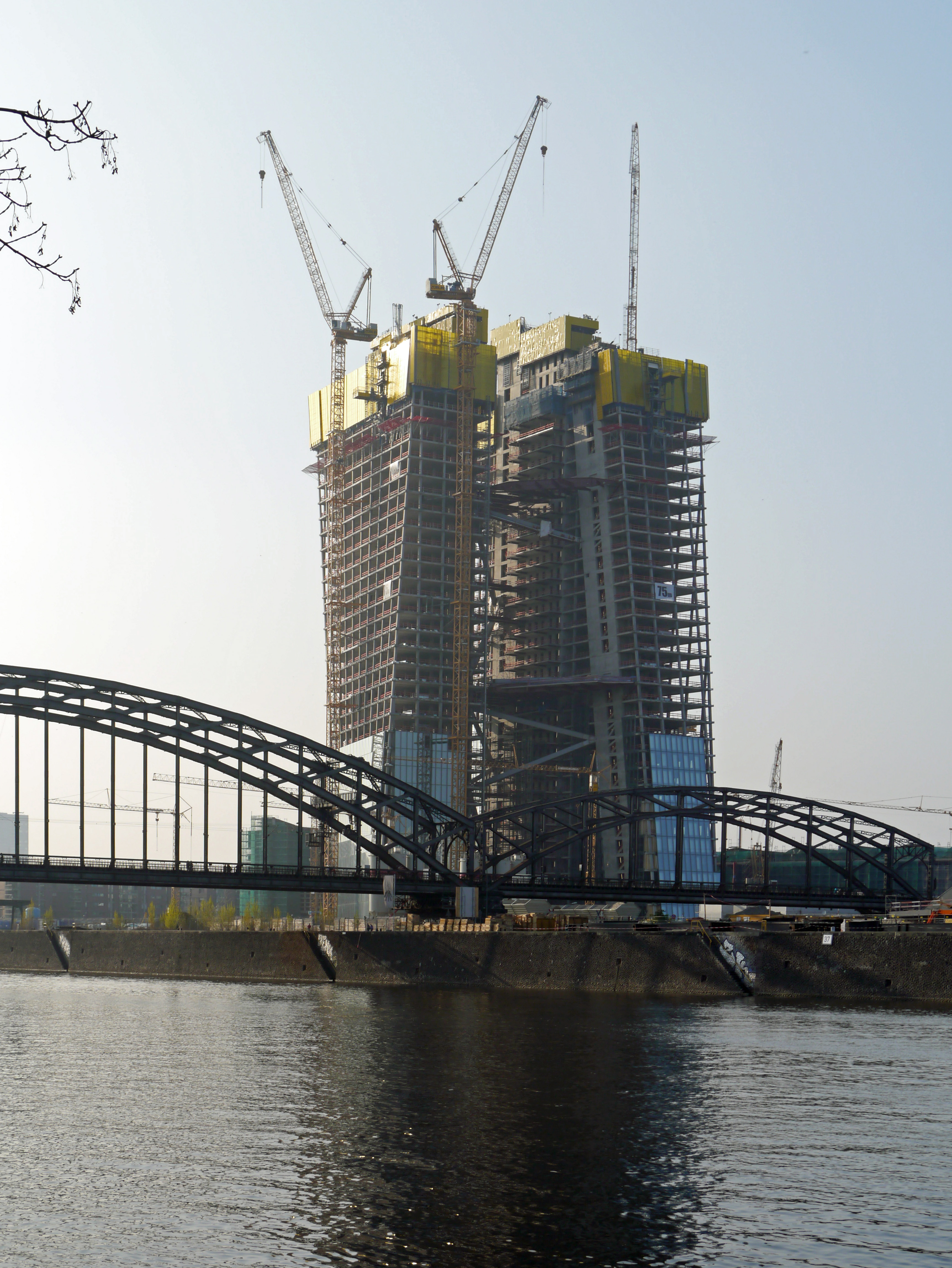
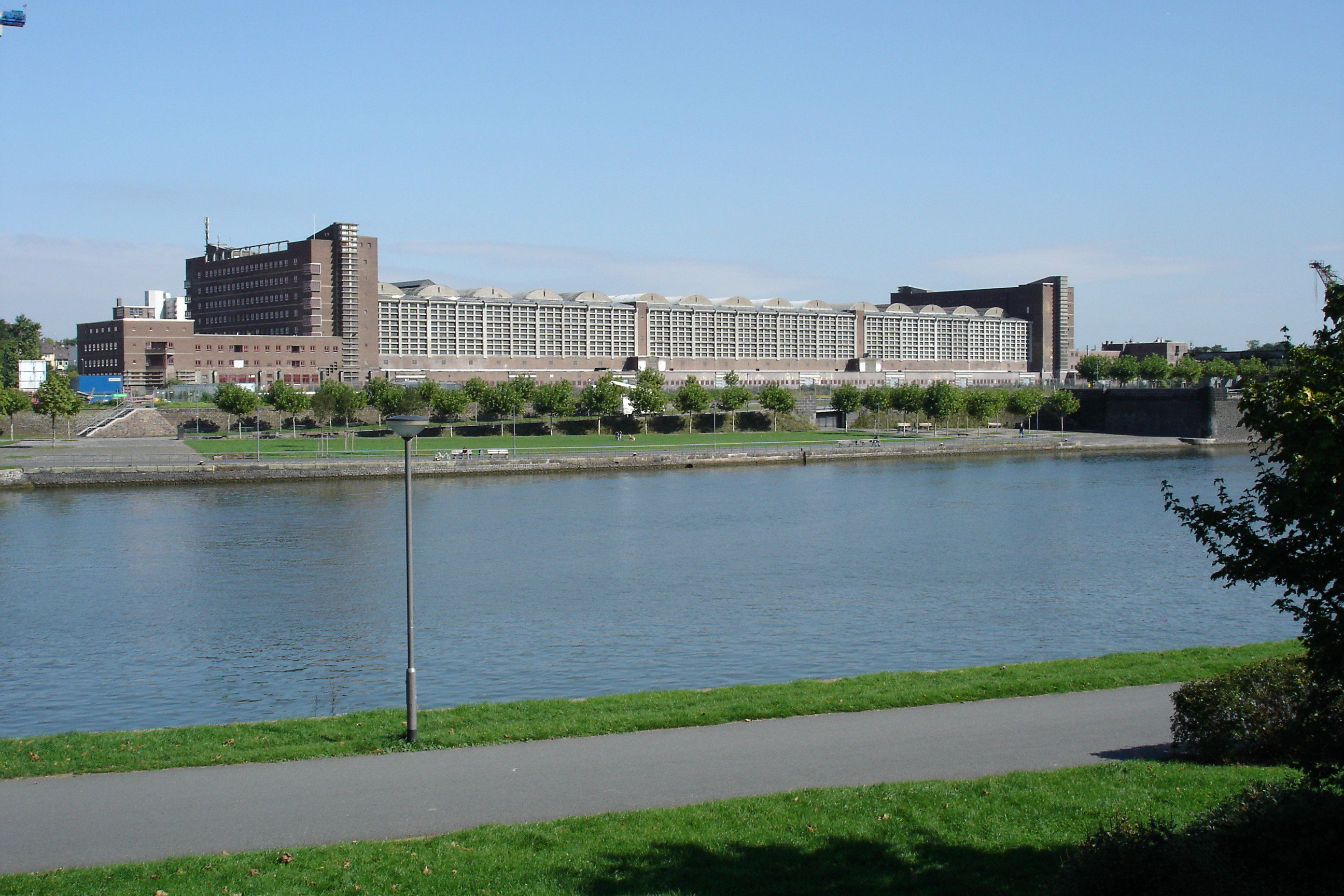